# Поки пливуть хмари
«Поки пливуть хмари» (англ. Till the Clouds Roll By) — американський музичний кінофільм 1946 року, заснований на біографії американського композитора Джерома Керна.

## Зміст
В основі картини — доля композитора Джерома Керна (1885—1945), ще за життя зарахованого до класиків джазу. Він народився в Нью-Йорку, там же на початку 20-го століття і почалася його музична кар'єра. Він дивом уникнув смерті на затонулому кораблі, запізнившись на відплиття, отримав кілька Оскарів, десятки його мюзиклів ставилися на Бродвеї. Коли Керн помер, за ним тужила вся Америка, а некролог читав президент Гаррі Трумен.

## У ролях
- Роберт Вокер — Джером Керн
- Джун Еллісон — Джейн
- Люсіль Бремер — Саллі Гесслер
- Джуді Гарленд — Мерілін Міллер
- Кетрін Грейсон — Магнолія Гоукс
- Ван Гефлін — Джеймс Гесслер
- Лена Горн — Джулі ЛаВерне
- Дороті Патрік — Єва Керн
- Тоні Мартін — у ролі самого себе
- Діна Шор — у ролі самої себе
- Френк Сінатра — у ролі самого себе
- Гауер Чемпіон — танцюрист
- Сід Чарісс — танцюристка
- Анджела Ленсбері — фахівець з Лондона
- Ван Джонсон — бандит в елітному клубі
- Вірджинія О'Браєн — Еллі Мей
- Естер Вільямс — у ролі самої себе